# Лос-Паласьос
Лос-Паласьос (исп. Los Palacios) — город и муниципалитет на Кубе в провинции Пинар-дель-Рио.

## География
Муниципалитет примыкает к южному побережью острова. Он занимает площадь 786 км².

## История
Муниципалитет был образован в 1879 году. В 1902 году он был присоединён к муниципалитету Сан-Кристобаль, но в 1910 году был образован вновь.